# Famille Wasastjerna

Wasastjerna est une famille enregistrée à la Maison de la noblesse de Finlande sous le numéro 162,.

## Membres de la famille
- Abraham Wasastjerna (1746–1815), industriel[2]
- Johan Jakob Wasastjerna (1781–1858), employé de la banque de Finlande[2]
- Gustaf Adolf Wasastjerna (1785–1849), entrepreneur[2]
- Jakob Viktor Wasastjerna (1819–1895), sénateur[2]
- Jakob Frans Oskar Wasastjerna (1819–1889), généalogiste
- Gustaf August Wasastjerna (1823–1905), industriel[2]
- Edvin Gideon Wasastjerna (1824–1877), député[2]
- Osvald Wasastjerna (1831–1917),
- Evert Wasastjerna (1833–1930), professeur, médecin[2]
- Sigrid Wasastjerna (1862–1909), poétesse
- Torsten Wasastjerna (1863–1927),  artiste peintre
- Osvald Wasastjerna (1864–1935), député[2]
- Georg Wasastjerna (1865–1915), architecte
- Knut Wasastjerna (1867–1935), architecte
- Nils Wasastjerna (1872–1951), architecte d'intérieur
- Jarl Wasastjerna (1896–1972),  industriel, diplomate
- Gunnar Wasastjerna (1900–1980), médecin
- Curt Wasastjerna (1918–1998), médecin, professeur
- Rurik Wasastjerna, artiste peintre